# Одишария, Лаша
Ла́ша Одиша́рия (груз. ლაშა ოდიშარია; род. 23 октября 2002) — грузинский футболист, вингер клуба РФШ.

## Карьера

### «Динамо» Тбилиси

#### Аренда в «Мерани» Мартвили
В июле 2020 года футболист перешёл в тбилисское «Динамо» из клуба «Салхино». В феврале 2021 года футболист вернулся в свой прошлый клуб на правах арендного соглашения, который сменил название на «Мерани». Первый матч за клуб футболист сыграл 2 марта 2021 года против клуба «Гагра», выйдя на замену в начале второго тайма. Дебютный гол за клуб футболист забил 16 апреля 2021 года в матче против клуба «ВИТ Джорджия». На протяжении первой половины сезона футболист выступал в клубе в роли игрока замены, отличившись своим единственным забитым голом. Затем в июле 2021 года вернулся в тбилисское «Динамо», где продолжил выступать за вторую команду клуба.

#### Сезон 2022
Новый сезон футболист начинал в составе второй команды клуба, вместе с которой продолжил выступать в Третьей лиге. В сентябре 2022 года футболист стал подтягиваться к играм с основной командой динамовцев. Дебютный матч за клуб, а так и в чемпионате, футболист сыграл 2 октября 2022 года против кутаисского «Торпедо», выйдя на замену на 68 минуте. Дебютный гол за клуб футболист забил 6 ноября 2022 года в матче против тбилисского «Локомотива». Футболист быстро смог закрепиться в основной команде клуба, однако преимущественно выходил на поле со скамейки запасных, отличившись своим единственным забитым голом. По итогу сезона футболист вместе с клубом стал победителем чемпионата, также ещё в составе второй команды клуба завоевал золотые медали Третьей лиги.

#### Сезон 2023
В начале сезона футболист присоединился ко второй команде клуба, вместе с которой стал выступать во Второй лиге, продолжая тренироваться с основной командой. Первый матч в чемпионате футболист сыграл 25 апреля 2023 года против клуба «Дила», также отличившись своей первой результативной передачей. Первым забитым голом футболист отличился 5 июня 2023 года в матче против клуба «Самтредиа». Вместе с клубом стал обладателем Суперкубка Грузии, однако футболист принял участие лишь в полуфинальном матче. В июле 2023 года футболист вместе с клубом отправился на квалификационные матчи Лиги чемпионов УЕФА, откуда вылетели в квалификации Лиги конференций УЕФА. Первый матч в рамках еврокубкового турнира футболист сыграл 3 августа 2023 года против мальтийского клуба «Хамрун Спартанс», который по сумме матчей оказался сильнее и прошёл в следующий квалификационный раунд. В матче 28 ноября 2023 года против батумского «Динамо» футболист отличился хет-триком из результативных передач. По итогу сезона футболист вместе с клубом стал серебряным призёром чемпионата.

### РФС
В январе 2024 года футболист перешёл в латвийский клуб РФС. Дебютировал за клуб футболист 2 марта 2024 года в матче за Суперкубок Латвии, где в серии пенальти уступили «Риге». Дебютный матч в чемпионате футболист сыграл 8 марта 2024 года против клуба «Ауда», выйдя на поле в стартовом составе.

## Международная карьера
В сентябре 2023 года футболист получил вызов в молодёжную сборную Грузии для участия в квалификационных матчах молодёжного чемпионата Европы. Дебютировал за сборную футболист 6 сентября 2023 года в матче против сборной Гибралтара, выйдя на поле в стартовом составе. Дебютным забитым голом за сборную футболист отличился 26 марта 2024 года в матче против сборной Гибралтара.

## Достижения
«Динамо» Тбилиси
- Чемпион Грузии: 2022
- Обладатель Суперкубка Грузии: 2023

«Динамо-2» Тбилиси
- Победитель Третьей лиги: 2022